# C/1853 L1 Klinkerfues
La cometa C/1853 L1 Klinkerfues è stata scoperta il 10 giugno 1853 all'osservatorio astronomico di Gottinga da Ernst Friedrich Wilhelm Klinkerfues: è una cometa non periodica.
Grazie alla sua piccola distanza perielica è stato possibile osservarla a occhio nudo già a fine agosto, con un nucleo di 6,7a e anche con il Sole sopra l'orizzonte.